# 以色列韌性黨
以色列韧性党（希伯來語：‎，羅馬化：Hosen L'Yisrael），是以色列国防军前總參謀長本尼·甘茨於2018年12月成立的以色列政党 。该党首次参加2019年4月的以色列议会选举，作为蓝與白联盟的一部分。 

## 历史
2015年2月16日，甘茨完成了他總參謀長的任期，並進入了為期三年的法律冷靜期，他無法競選議會。冷靜期於2018年7月2日結束。隨後，在2018年9月，據報導甘茨計劃進入政界。
2018年12月26日，第20屆以色列議會投票決定解散並提前舉行選舉。一天后，12月27日，109人簽署了創始人名單後，該黨正式登記為以色列韧性党。
特萊姆 - 民族國家運動（以色列國防軍前任參謀長和國防部長摩西·亚阿隆）於2019年1月29日和以色列復原黨結盟。
2019年2月16日，甘茨宣布，以色列勞工總聯合會主席阿維·尼森克將成為選舉名單的一員。
2019年2月21日，該黨宣布與未來黨合併，以便為接下來的選舉組成一個中間派聯盟。聯合名單被稱為藍與白。

## 意识形态和政策

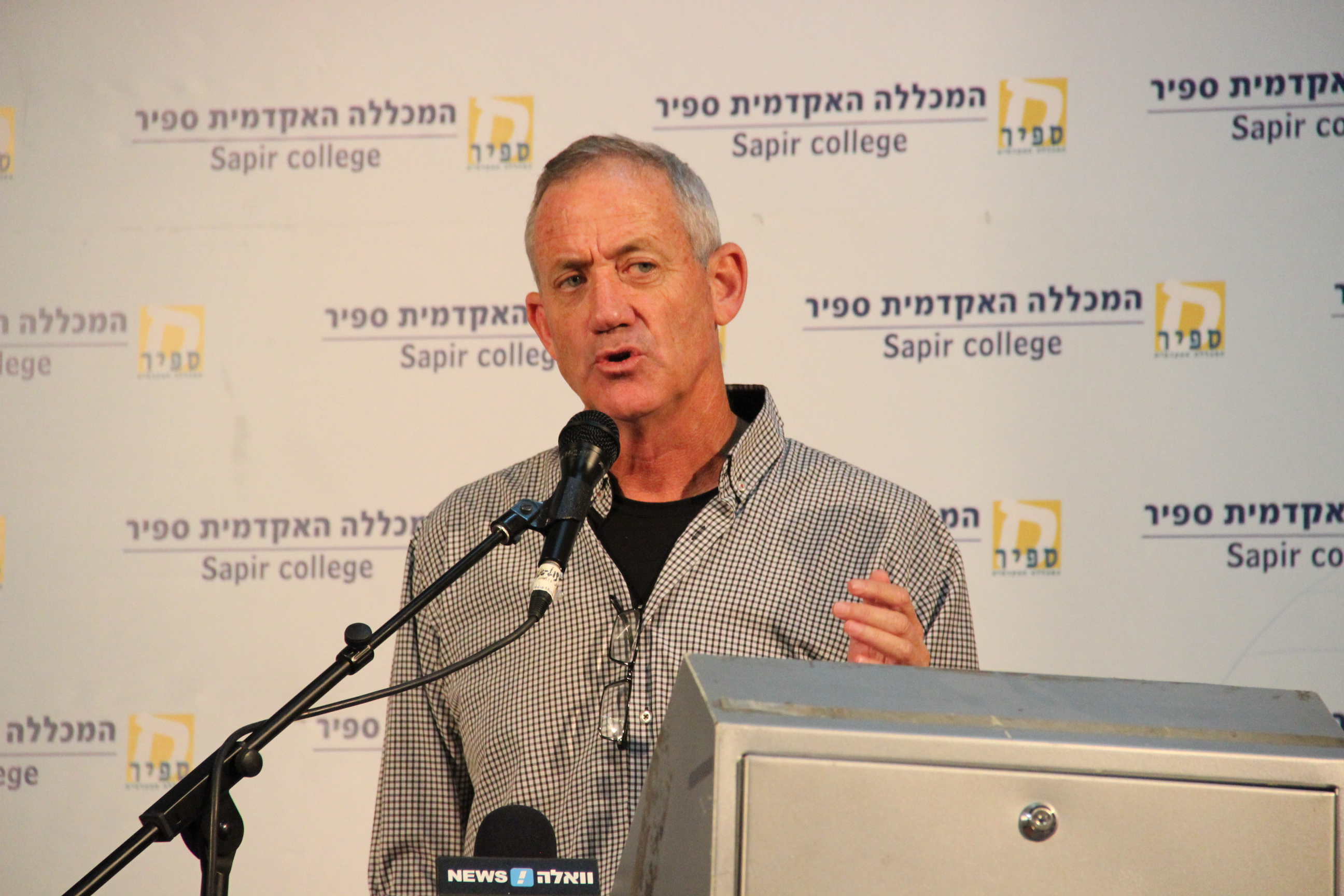
本尼·甘茨参加社会学会， 萨丕尔学院 ，2015年

根據2018年12月27日交給選委會書記的正式登記文件，以色列韧性党的目標是：
根據獨立宣言所表達的錫安主義願景，繼續建立和加強以色列作為猶太民主國家的性質，同時確定國家的優先事項：即教育，國家基礎設施發展，農業，法律和內部安全，福利政策以及和平與安全。
在2019年1月29日的首次競選演講中，甘茨稱以色列是“ 一個擁有公營事業的低技術政府在內的高科技領先國家 ”。他發誓要為企業家和醫生提供激勵措施，“對投機性提高土地和房價的人實行嚴厲制裁”，並建立和擴大醫院。此外，他說他將在農業部門創造新的就業機會。
甘茨還致力於確保所有公民享有平等權利和機會，並打擊對婦女的暴力行為。除了軍隊服務外，他還承諾“加強與哈雷迪猶太教，阿拉伯人和德魯茲派的伙伴關係”，為所有人建立公務員制度。
關於國家安全問題，甘茨承諾要“復興定居點和戈蘭高地，我們永遠不會撤退”，並承諾完整的“耶路撒冷 ”將永遠留在以色列的首都。他說，約旦河谷仍應作為我國東部安全邊界，且不允許巴勒斯坦人穿過隔離牆，避免“危及我們的安全和我們作為一個猶太國家的身份”。他說，他將爭取和平，提及與埃及和約旦的條約，並讚揚前任總理梅納赫姆·貝京、伊扎克·拉賓，甚至他現任競爭對手本傑明·內塔尼亞胡，稱他們為“愛國者”。
據甘茨稱，他在安全問題上屬於右翼，而當涉及到社經問題及經濟目標時，則是左派及經濟自由主義立場。

## 领导
|  | 領導 | 領導      | 上任時間 |
|  | ---- | --------- | -------- |
|  |      | 本尼·甘茨 | 2019     |

## 选举结果
| 參與的選舉 | 聯盟   | 領導      | 總得票數  | 得票率     | 席次     | +/-  | 是否入閣 |
| ---------- | ------ | --------- | --------- | ---------- | -------- | ---- | -------- |
| 2019年4月  | 藍與白 | 本尼·甘茨 | 1,125,667 | 26.13 (#2) | 14 / 120 | ▲ 14 | TBD      |
| 2019年9月  | 藍與白 | 本尼·甘茨 | TBD       | TBD        | 0 / 120  | TBD  | TBD      |